# 모션 (소프트웨어)
모션(영어: Motion)은 응용 소프트웨어로서 애플에 의해 맥 OS X 운영 체제에서 동작하도록 설계되었다. 애프터 이펙트와 비슷한 모션그래픽툴. 애프터 이펙트가 자사 프리미어 프로와 연동이 용이하다면 모션은 파이널컷과 연동이 용이하다. 또한 모션은 디자이너들에게 적합한 DNA구조로 만들어져 있다. 따라서 애프터 이펙트가 고급사용을 위해 프로그래밍적인 두뇌가 필요하다면 모션은 프로그래밍적인 두뇌보다는 직관적인 디자인적 두뇌가 더 필요하다. 단순해 보이는 인터페이스와는 달리 매우 화려한 효과도 실시간 디자인 엔진을 통해 쉽게 디자인할 수 있다.

## 역사
"Molokini"라는 코드명으로 개발된 Motion은 2004년 4월 19일에 오리지널 제품으로 시연되었다.
2005년 4월에 pre-NAB 이벤트에서 애플은 모션의 두 번째 버전을 다른 프로 애플리케이션과 최적화된 파워맥 G5와 Mac OS X 10.4를 함께 발표하였다.
2006년 1월에 애플은 독립적으로 판매가 되던 Motion을 중단하고, 2007년 4월 15일에 라스베가스에서 열린 NAB 쇼에서, 파이널 컷 스튜디오 2의 일부로 포함된 모션 3를 발표하였다.
현재 최신 버전인 모션 5는 2011년 6월 21일에 소개되었고, 맥 앱 스토어에서 $49.99(5만원)의 가격으로 판매 중이며, 모션 5부터 다시 독립적으로 판매가 되고 있다.

## 시장 위치
모션은 모션그래픽과 영상 합성을 위한 응용 소프트웨어이며 애프터 이펙트와 Discreet Combustion과 유사하다. 모션 3에서 3D 합성, 벡터 페인트, motion tracking 등의 모션의 도구 상자들이 추가되었다.

## 같이 보기
- 누크 (소프트웨어)
- 어도비 애프터 이펙트